# Rugby School

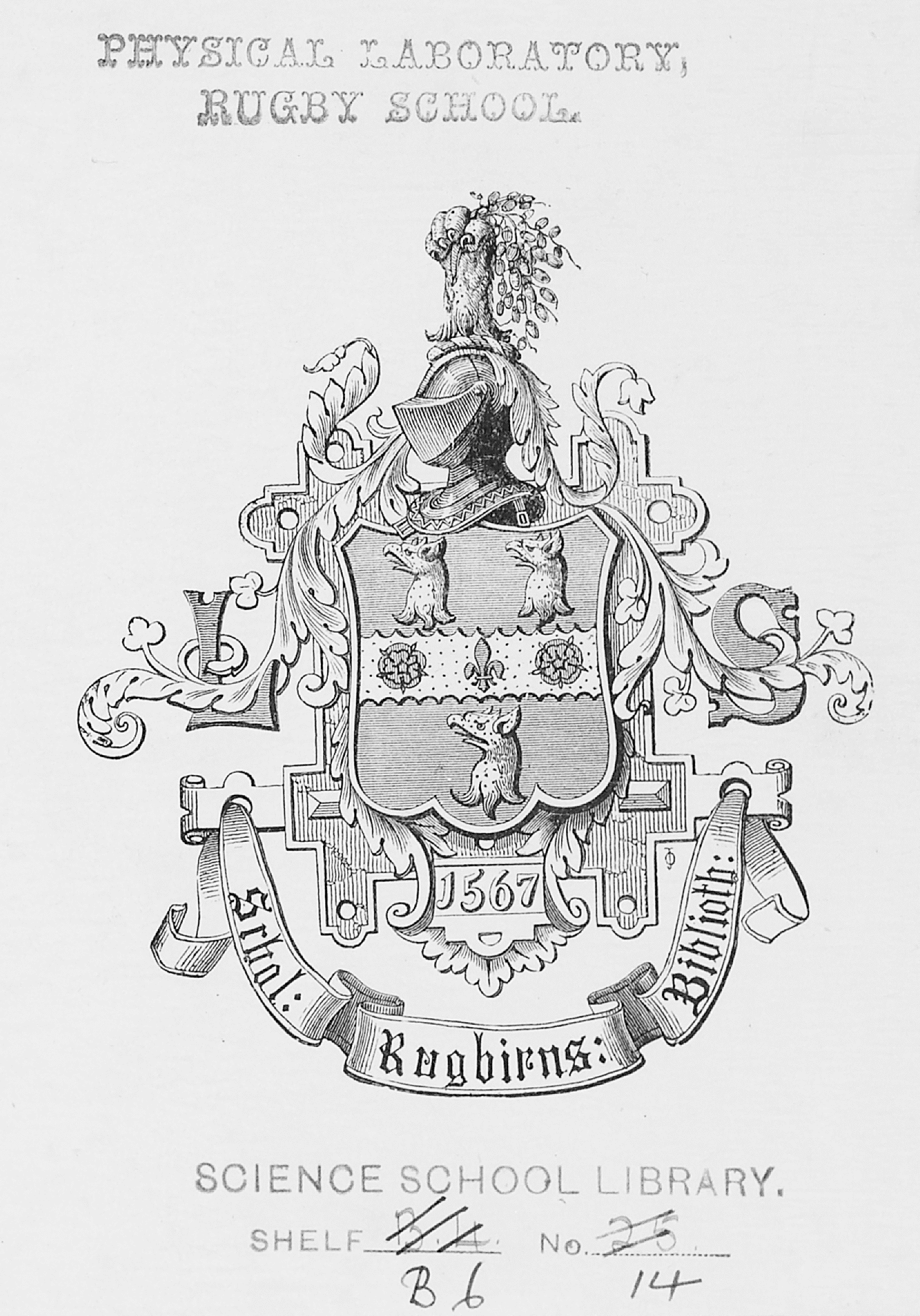
Ex libris from Rugby School. From BEIC

Rugby School, belägen i Rugby, Warwickshire, i mellersta England,  är en av de mest ansedda engelska privatskolorna (public schools). Skolan grundades 1567 efter en testamentsdonation från den förmögne handelsmagnaten Lawrence Sheriff.  Fram till 1975 var Rugby en ren pojkskola, men idag antar den även flickor på alla nivåer. Sporten rugby har fått sitt namn från skolan där den utvecklades på 1800-talet.
Rugby är en av de nio privatskolorna som listas i 1868 års Public Schools Act (de övriga är Charterhouse, Eton College, Harrow School, Merchant Taylors' School, St Paul's School, Shrewsbury School, Westminster School och Winchester College) och anses därmed ha fått en viss särställning bland landets skolor.  
Före detta elever vid Rugby School kallas Old Rugbeians (ORs). Bland dessa märks Lewis Carroll (författare), Neville Chamberlain (premiärminister), Wyndham Lewis (författare och konstnär) och Salman Rushdie (författare).